# Scilla schweinfurthii
Scilla schweinfurthii là một loài thực vật có hoa trong họ Măng tây. Loài này được Engl. miêu tả khoa học đầu tiên năm 1892.